# Георг V
Георг V (англ. George V; 3 июня 1865[…], Мальборо-хаус — 20 января 1936[…], Сандрингемский дворец, Норфолк) — король Соединённого Королевства Великобритании и Ирландии и Соединённого Королевства Великобритании и Северной Ирландии с 6 мая 1910 года до своей смерти; второй сын принца и принцессы Уэльских (позднее Эдуарда VII и королевы Александры). Из Саксен-Кобург-Готской династии, с 1917 года из Виндзорской династии.

## Биография

### Ранние годы и образование
Родился 3 июня 1865 года в Мальборо-хаусе (Лондон); при крещении получил имя Джордж Фредерик Эрнст Альберт. Его отец — Эдуард VII, старший сын британской королевы Виктории; мать — Александра Датская. Она приходится родной сестрой Марии Фёдоровне — супруге российского императора Александра III и матери последнего российского императора Николая II. Георг V внешне был очень схож с Николаем II, своим двоюродным братом по материнской линии: мать Георга, Александра, и мать Николая, Дагмар, были дочерьми короля Дании Кристиана IX и королевы Луизы Гессен-Кассельской.
Германский император Вильгельм II тоже доводился ему двоюродным братом (Вильгельм был сыном сестры отца Георга V — английской принцессы и германской императрицы Виктории, старшей дочери британской королевы Виктории).
Будучи вторым сыном, Георг получил военно-морское образование. В сентябре 1877 года 12-летний Георг вместе с братом был зачислен кадетом на учебный корабль HMS Britannia. В течение трёх лет с 1879 года служил мичманом на корвете HMS Bacchante.

### Герцог Йоркский
14 января 1892 года во время эпидемии гриппа скоропостижно скончался старший брат Альберт Виктор. Смерть брата сделала Георга вторым в линии престолонаследия. В мае 1892 года королева Виктория присвоила внуку титул герцога Йоркского.
В июле 1893 года он женился на принцессе Виктории Марии Текской из морганатической ветви Вюртембергского королевского дома, которая ранее была помолвлена с его старшим братом.

### Принц Уэльский
После смерти королевы Виктории в январе 1901 года как наследник престола Георг получил герцогства Корнуолл в Англии и Ротсей в Шотландии, а 9 ноября 1901 года стал принцем Уэльским — после коронации своего отца Эдуарда VII.

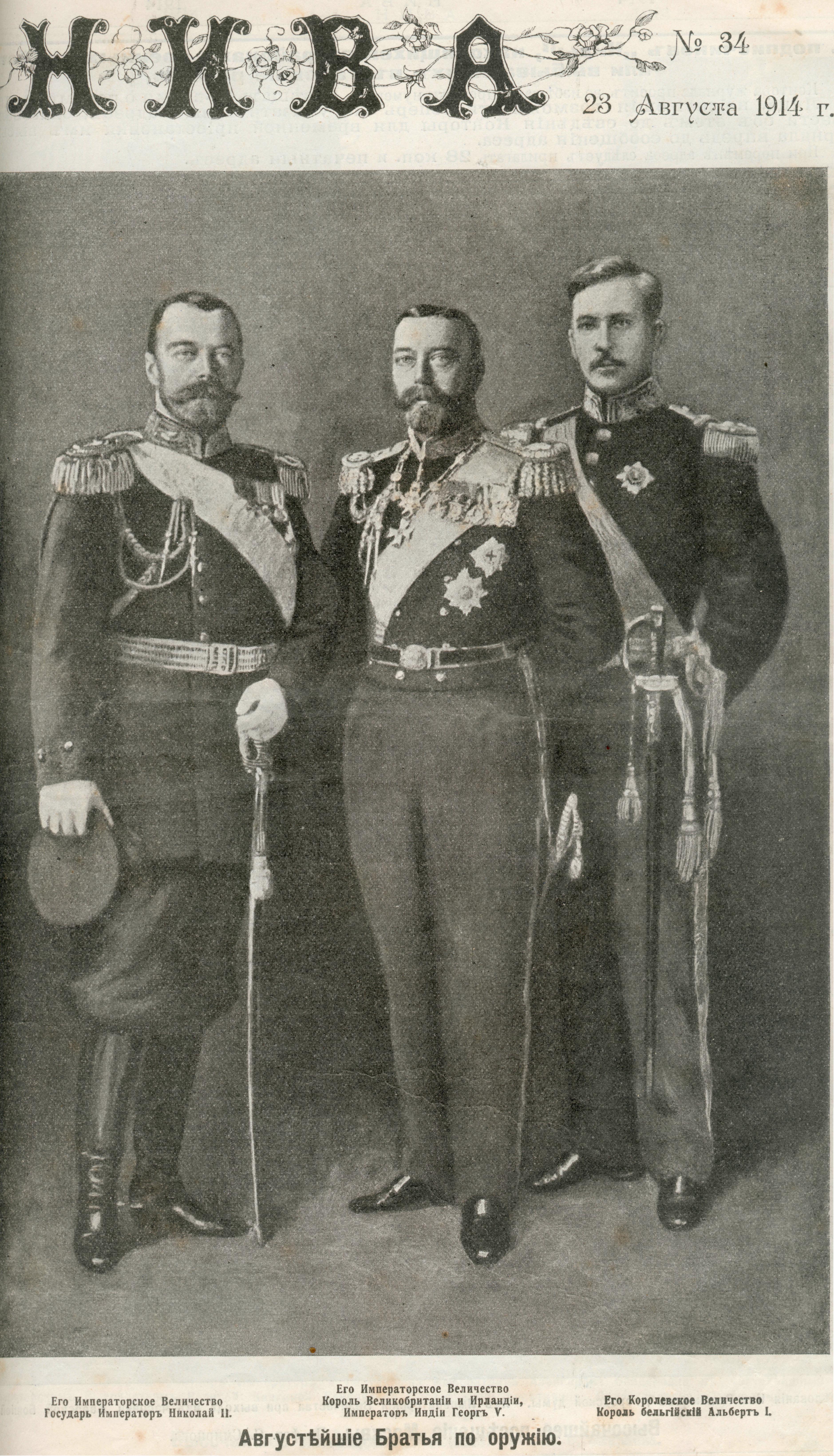
Император Николай II, английский король Георг V и король Бельгии Альберт I. 1914. Примечательно портретное сходство Николая II и Георга V, бывших двоюродными братьями

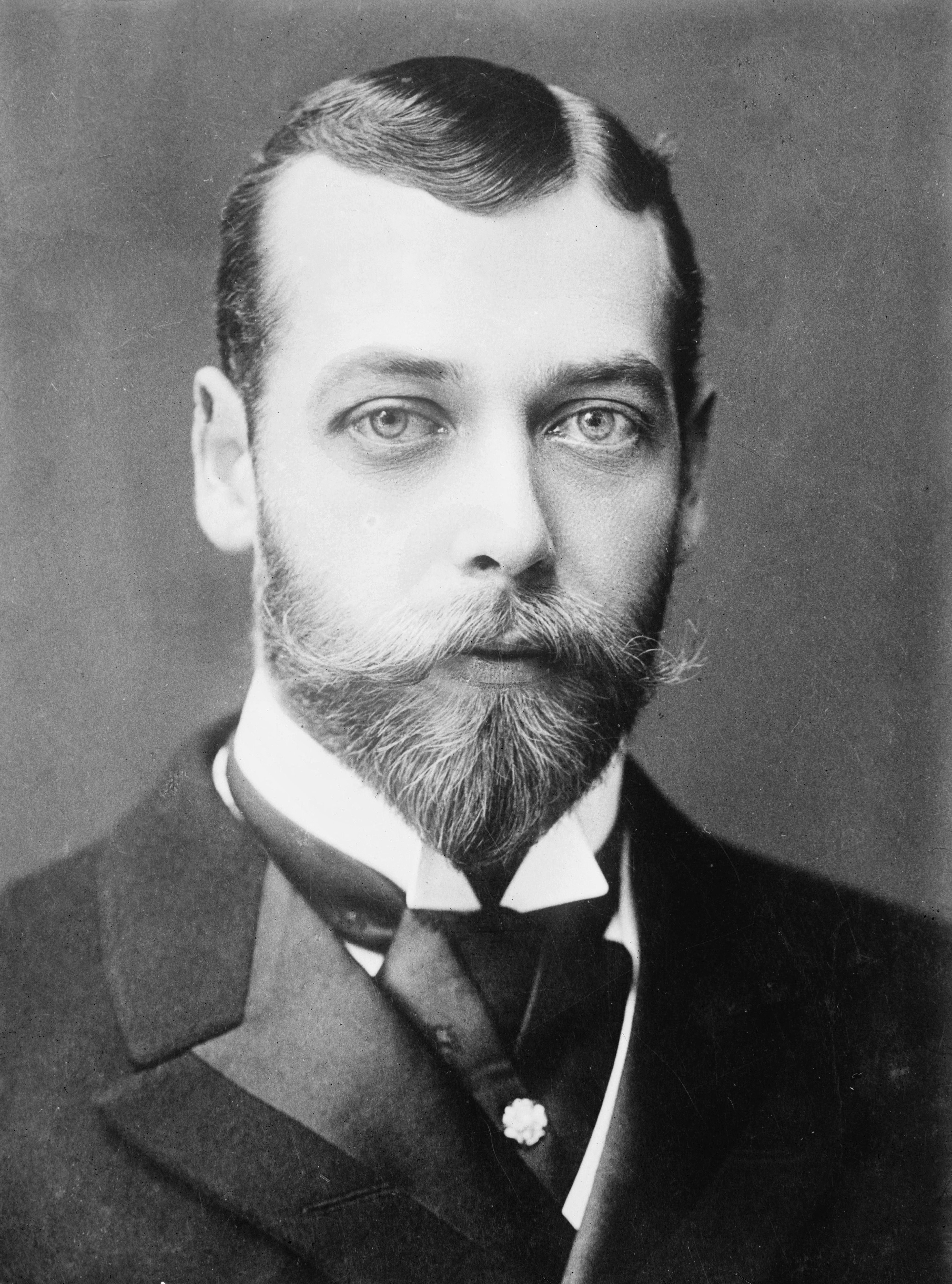
Георг, герцог Йоркский (1893)

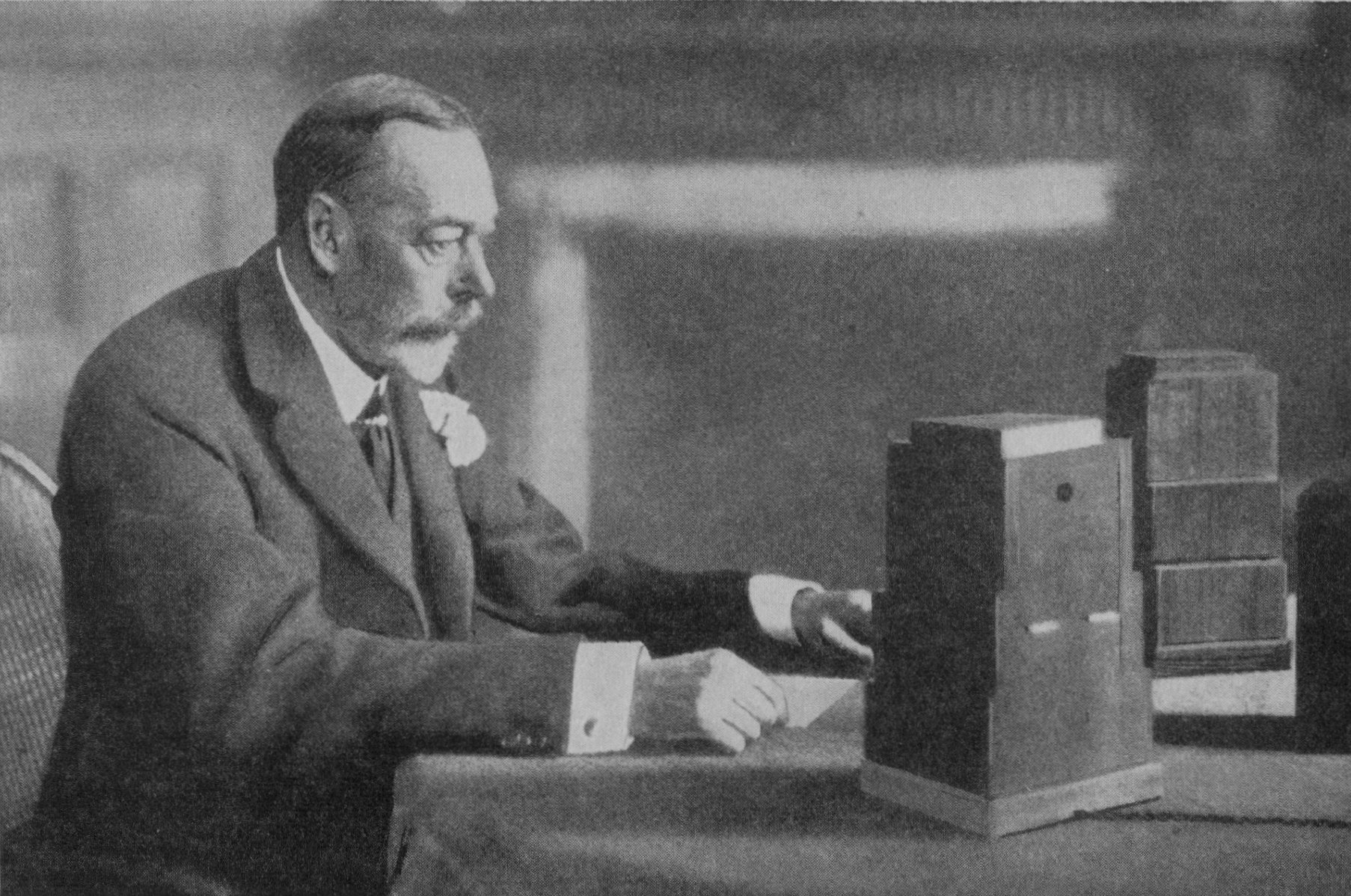
Король Георг V перед микрофоном произносит рождественское послание (1934)

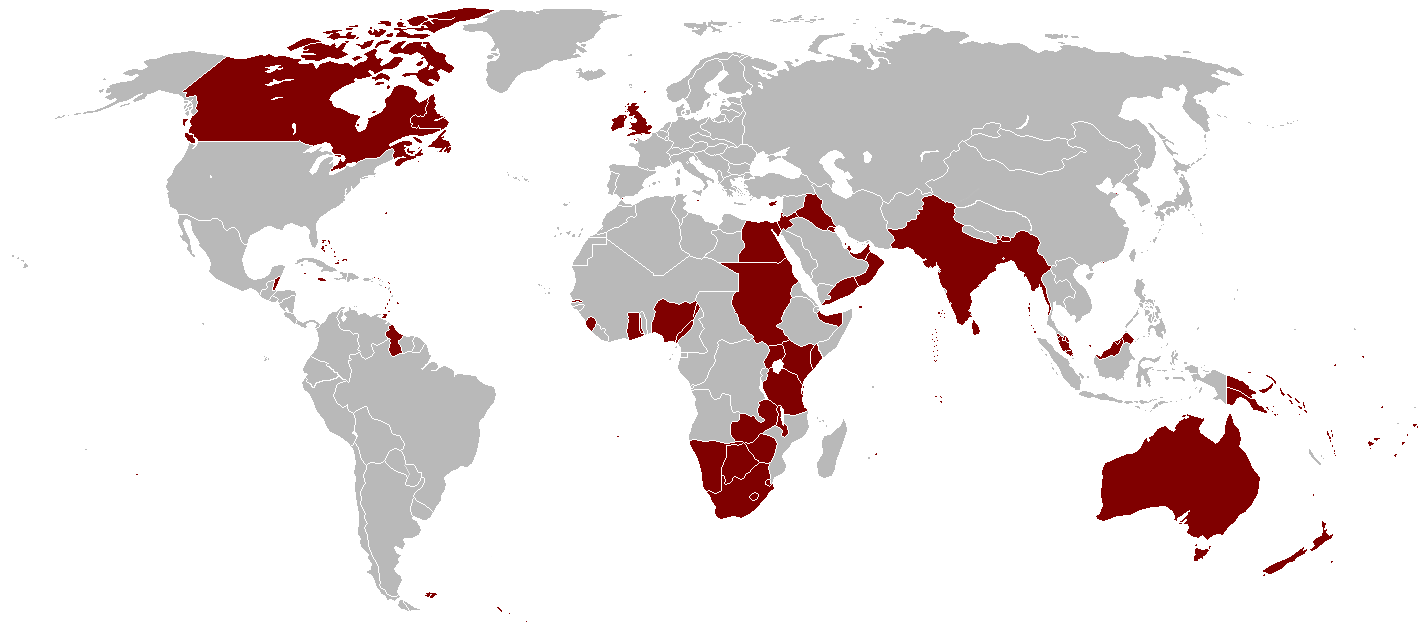
Британская колониальная империя, 1921

### Король и император
6 мая 1910 года скончался отец Георга король Эдуард VII. Георг был провозглашён новым королём и короновался 22 июня 1911 года в Вестминстерском аббатстве. Точно в момент его коронации были запущены двое башенных часов на здании Royal Liver Building — самые большие часы Великобритании с 1911 года по настоящее время.
В Англии новый король столкнулся с двумя сложными политическими ситуациями. Палата лордов отвергла бюджет, предложенный палатой общин; последняя в ответ выдвинула билль о парламенте, существенно ограничивавший власть палаты лордов. По требованию премьер-министра Герберта Асквита король был вынужден содействовать принятию билля о парламенте. Вторая возникла из-за предложения о введении гомруля (самоуправления) в Ирландии. Перед угрозой восстания король в 1914 году созвал представителей всех партий, но решение по этому вопросу так и не было принято. Англо-ирландский договор был подписан лишь в 1921 году.
Во время Первой мировой войны, из которой Великобритания вышла победительницей, Георг V отказался от всех личных и семейных германских титулов и изменил название королевского дома с Саксен-Кобург-Готского на Виндзорский. В марте 1917 года официально отказался принять при королевском дворе отрёкшегося от престола российского императора Николая II с семьёй (фактически запретил ему въезд и дальнейшее проживание на территории Великобритании).
В 1923—1929 годах в связи с экономическим кризисом в Великобритании происходили частые смены кабинетов. Отсутствие в 1924 году явного большинства у трёх соперничавших партий вынудило короля заменить премьер-министра от Консервативной партии Стэнли Болдуина на лейбориста Джеймса Рамсея Макдональда.
Во время стачки шахтёров и всеобщей забастовки 1926 года король использовал все возможности для примирения сторон. Во время экономического кризиса в 1931 году он ускорил затянувшиеся переговоры лидеров партий и предложил кандидатуру Макдональда в качестве главы коалиционного правительства.
При нём в 1931 году был принят Вестминстерский статут, установивший правовое положение доминионов и их взаимоотношения с Великобританией: он создавал Британское Содружество, а Георг становился также королём всех доминионов.
В 1932 году 25 декабря Георг V впервые в Великобритании выступил с рождественским обращением. Текст королевского обращения написал Редьярд Киплинг.
Когда король с королевой в 1935 году праздновали серебряный юбилей своего правления, Георг V, по его словам, был поражён количеством искренних поздравлений от англичан. Последние годы жизни Георг V страдал от хронических лёгочных заболеваний и несколько раз его состояние становилось крайне тяжёлым. Умер Георг V в Сандрингеме 20 января 1936 года. Лишь 50 лет спустя стало известно, что его лейб-медик барон Бертран Доусон по собственной инициативе совершил эвтаназию впавшего в кому после тяжёлого бронхита короля, собственноручно введя ему морфин и кокаин.

Канадский доллар (серебро)

## Память
В честь Георга V в 1880 году (т.е. ещё в бытность его принцем Уэльсским)  был назван остров Земля Георга в архипелаге Земля Франца-Иосифа, Россия.
В ознаменование 25-летия правления Георга V (1935) были подготовлены памятные медали, юбилейные монеты и почтовые марки, а также снят документальный фильм «Королевская марка».
На следующий день после смерти Георга V немецкий композитор Пауль Хиндемит написал «Траурную музыку» для альта и струнного оркестра памяти монарха.

## Дети
Дети Георга V и Марии Текской:
- Эдуард VIII (23 июня 1894 — 28 мая 1972), герцог Виндзорский, отказался от прав на престол из-за морганатического брака с Уоллис Симпсон;
- Георг VI (14 декабря 1895 — 6 февраля 1952), король Великобритании (1936—1952), в 1923 году женился на Елизавете Боуз-Лайон;
- Мария (25 апреля 1897 — 28 мая 1965), королевская принцесса, вышла замуж за Генри Ласеллса, 6-го графа Хэрвуда;
- Генри (31 марта 1900 — 10 июня 1974), герцог Глостер, был женат на леди Алисе Монтегю-Дуглас-Скотт;
- Георг (20 декабря 1902 — 25 августа 1942), герцог Кент, был женат на Марине, принцессе Греческой и Датской;
- Джон Виндзор (12 июля 1905 — 18 января 1919), умер от эпилепсии.

## Награды
Награды Великобритании
| Страна         | Дата                          | Награда                                            | Награда                                            | Литеры |
| -------------- | ----------------------------- | -------------------------------------------------- | -------------------------------------------------- | ------ |
| Англия         | 6 мая 1910                    | Суверен                                            | ордена Подвязки                                    |        |
| Англия         | 4 августа 1884 — 6 мая 1910   | Рыцарь                                             | ордена Подвязки                                    | KG     |
| Шотландия      | 6 мая 1910                    | Суверен                                            | ордена Чертополоха                                 |        |
| Шотландия      | 5 июля 1893 — 6 мая 1910      | Рыцарь                                             | ордена Чертополоха                                 | KT     |
| Ирландия       | 6 мая 1910                    | Суверен                                            | ордена Святого Патрика                             |        |
| Ирландия       | 20 августа 1897 — 6 мая 1910  | Рыцарь                                             | ордена Святого Патрика                             | KP     |
| Великобритания | 6 мая 1910                    | Суверен ордена Бани                                | Суверен ордена Бани                                |        |
| Великобритания | 4 июня 1917                   | Суверен ордена Британской империи                  | Суверен ордена Британской империи                  |        |
| Великобритания | 1902                          | Кавалер Королевской Викторианской цепи             | Кавалер Королевской Викторианской цепи             |        |
| Великобритания | 6 мая 1910                    | Суверен                                            | Королевского Викторианского ордена                 |        |
| Великобритания | 30 июня 1897 — 6 мая 1910     | Кавалер Большого креста                            | Королевского Викторианского ордена                 | GCVO   |
| Великобритания | 6 мая 1910                    | Суверен                                            | ордена Святых Михаила и Георгия                    |        |
| Великобритания | 9 марта 1901 — 6 мая 1910     | Кавалер Большого креста                            | ордена Святых Михаила и Георгия                    | GCMG   |
| Великобритания | 6 мая 1910                    | Суверен                                            | ордена Имперской службы                            |        |
| Великобритания | 31 марта 1903 — 6 мая 1910    | Кавалер                                            | ордена Имперской службы                            | ISO    |
| Индия          | 6 мая 1910                    | Суверен                                            | ордена Звезды Индии                                |        |
| Индия          | 28 сентября 1905 — 6 мая 1910 | Рыцарь — великий командор                          | ордена Звезды Индии                                | GCSI   |
| Индия          | 6 мая 1910                    | Суверен                                            | ордена Индийской империи                           |        |
| Индия          | 28 сентября 1905 — 6 мая 1910 | Рыцарь — великий командор                          | ордена Индийской империи                           | GCIE   |
| Великобритания | 6 мая 1910                    | Суверен                                            | ордена Госпиталя святого Иоанна Иерусалимского     |        |
| Великобритания | 28 сентября 1905 — 6 мая 1910 | Великий магистр                                    | ордена Госпиталя святого Иоанна Иерусалимского     |        |
| Великобритания | 1897                          | Медаль Золотого юбилея королевы Виктории с планкой | Медаль Золотого юбилея королевы Виктории с планкой |        |
| Великобритания | 1902                          | Коронационная медаль Эдуарда VII                   | Коронационная медаль Эдуарда VII                   |        |
| Великобритания | 1913                          | Медаль Альберта                                    | Медаль Альберта                                    |        |

Награды иностранных государств
| Страна                | Дата вручения       | Награда                                                                                       | Награда                                                                                       | Литеры  |
| --------------------- | ------------------- | --------------------------------------------------------------------------------------------- | --------------------------------------------------------------------------------------------- | ------- |
| Дания                 | 11 октября 1885     | Рыцарь ордена Слона                                                                           | Рыцарь ордена Слона                                                                           | RE      |
| Дания                 | 26 мая 1892         | Памятный знак короля Кристиана IX и королевы Луизы                                            | Памятный знак короля Кристиана IX и королевы Луизы                                            | Gb.ET   |
| Италия                | 25 мая 1892         | Рыцарь Высшего ордена Святого Благовещения                                                    | Рыцарь Высшего ордена Святого Благовещения                                                    |         |
| Италия                | 25 мая 1892         | Рыцарь Большого креста ордена Святых Маврикия и Лазаря                                        | Рыцарь Большого креста ордена Святых Маврикия и Лазаря                                        |         |
| Италия                | 25 мая 1892         | Рыцарь Большого креста ордена Короны Италии                                                   | Рыцарь Большого креста ордена Короны Италии                                                   |         |
| Мекленбург-Шверин     | 22 июня 1893        | Рыцарь Большого креста с бриллиантами ордена Венденской короны                                | Рыцарь Большого креста с бриллиантами ордена Венденской короны                                |         |
| Швеция                | 14 июня 1905        | Рыцарь ордена Серафимов                                                                       | Рыцарь ордена Серафимов                                                                       | RSersfO |
| Дания                 | 18 февраля 1906     | Памятная медаль короля Кристиана IX                                                           | Памятная медаль короля Кристиана IX                                                           | C.IX.MM |
| Дания                 | 18 апреля 1913      | Великий командор ордена Даннеброга                                                            | Великий командор ордена Даннеброга                                                            | S.Kmd   |
| Российская империя    | 14 марта 1918       | Кавалер Императорского Военного ордена Святого Великомученика и Победоносца Георгия 3 степени | Кавалер Императорского Военного ордена Святого Великомученика и Победоносца Георгия 3 степени |         |
| Португалия            | 28 октября 1919     | Кавалер Тройного ордена                                                                       | Кавалер Тройного ордена                                                                       |         |
| Эстония               | 17 июня 1925        | Кавалер Креста Свободы 1 класса                                                               | Кавалер Креста Свободы 1 класса                                                               |         |
| Португалия            | 19 февраля 1934     | Кавалер Большого креста ордена Колониальной империи                                           | Кавалер Большого креста ордена Колониальной империи                                           | GCIC    |
| Бавария               | 27 января 1901 года | Рыцарь ордена Святого Губерта                                                                 | Рыцарь ордена Святого Губерта                                                                 |         |
| Германия              | 27 января 1901 года | Рыцарь ордена Чёрного орла                                                                    | Рыцарь ордена Чёрного орла                                                                    |         |
| Германия              | 27 января 1901 года | Рыцарь ордена Красного орла                                                                   | Рыцарь ордена Красного орла                                                                   |         |
| Германия              | 27 января 1901 года | Рыцарь ордена Королевского дома Гогенцоллернов                                                | Рыцарь ордена Королевского дома Гогенцоллернов                                                |         |
| Греция                | 4 июня 1910         | Кавалер Большого креста Королевского ордена Спасителя                                         | Кавалер Большого креста Королевского ордена Спасителя                                         |         |
| Испания               | 16 мая 1904 года    | Рыцарь ордена Золотого руна                                                                   | Рыцарь ордена Золотого руна                                                                   |         |
| Испания               | 16 мая 1904 года    | Кавалер цепи ордена Карлоса III                                                               | Кавалер цепи ордена Карлоса III                                                               |         |
| Нидерланды            | 6 мая 1925          | Кавалер Большого креста ордена Нидерландского льва                                            | Кавалер Большого креста ордена Нидерландского льва                                            |         |
| Норвегия              | 16 мая 1912 года    | Кавалер Большого креста ордена Святого Олафа                                                  | Кавалер Большого креста ордена Святого Олафа                                                  |         |
| Османская империя     | 25 мая 1908 года    | Кавалер ордена Османие 1 класса с бриллиантами                                                | Кавалер ордена Османие 1 класса с бриллиантами                                                |         |
| Российская империя    | 14 марта 1918       | Кавалер Императорского ордена Святого апостола Андрея Первозванного                           | Кавалер Императорского ордена Святого апостола Андрея Первозванного                           |         |
| Саксен-Веймар-Эйзенах | 27 января 1901 года | Рыцарь ордена Белого сокола                                                                   | Рыцарь ордена Белого сокола                                                                   |         |
| Королевство Саксония  | 27 января 1901 года | Рыцарь ордена Рутовой короны                                                                  | Рыцарь ордена Рутовой короны                                                                  |         |
| Королевство Саксония  | 27 января 1901 года | Кавалер Большого креста ордена Саксен-Эрнестинского дома                                      | Кавалер Большого креста ордена Саксен-Эрнестинского дома                                      |         |

## Воинские звания
Король Георг V был удостоен следующих воинских званий:
- британский фельдмаршал (6 мая 1910 года),
- британский адмирал флота (6 мая 1910 года),
- прусский генерал-фельдмаршал (16 мая 1911 года),
- почётный датский адмирал (25 мая 1910 года),
- русский адмирал (1910),
- германский адмирал (27 января 1901 года),
- шведский адмирал,
- испанский генерал-капитан,
- почётный сиамский генерал,
- маршал Японии (28 октября 1918 года).

## Вклад в филателию

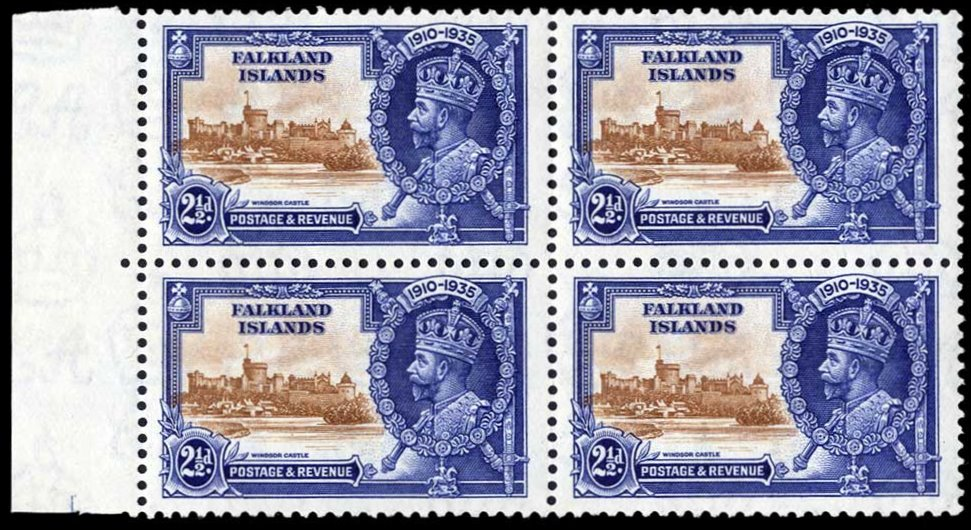
Квартблок почтовой марки Фолклендских островов (Серебряный юбилейный выпуск)

Будучи ещё принцем, Георг был страстным филателистом. С марта 1893 года был почётным вице-президентом Лондонского филателистического общества, с марта 1896 по 1910 год — президентом этого общества. Заложил основу Королевской филателистической коллекции и первым подписал почётный «Список выдающихся филателистов».
Длительное время он никак не мог приобрести одну из самых редчайших марок мира — «Голубой Маврикий». В 1904 году принц Уэльский узнал, что на аукционе в Брюсселе будет выставлен чистый (негашёный) экземпляр «Голубого Маврикия» по вполне приемлемой цене. Принц в течение двух суток инкогнито съездил на брюссельский аукцион, чтобы приобрести «Маврикий», пояснив, что если бы от его имени туда поехал кто-нибудь, то сделка обошлась бы казне намного дороже. «Голубой Маврикий» тогда удалось приобрести за £1400 (что эквивалентно современным $200 000, хотя сегодня эта марка оценивается в $15 000 000). С тех пор на международных филателистических выставках время от времени демонстрируют «Голубой Маврикий» из королевской коллекции вместе с позднее приобретённым «Розовым Маврикием». При этом драгоценные экспонаты помещаются под пуленепробиваемое стекло, и посмотреть на них собираются многочасовые очереди желающих.

## Родословная
| Эрнст Саксен-Кобург-Готский | Эрнст Саксен-Кобург-Готский | Эрнст Саксен-Кобург-Готский | Эрнст Саксен-Кобург-Готский | Эрнст Саксен-Кобург-Готский   | Эрнст Саксен-Кобург-Готский   |                               |                               | Луиза Саксен-Готская          | Луиза Саксен-Готская          | Луиза Саксен-Готская | Луиза Саксен-Готская | Луиза Саксен-Готская | Луиза Саксен-Готская |            |            | Эдуард Август, герцог Кентский | Эдуард Август, герцог Кентский | Эдуард Август, герцог Кентский | Эдуард Август, герцог Кентский | Эдуард Август, герцог Кентский     | Эдуард Август, герцог Кентский     |                                    |                                    | Виктория Саксен-Кобург-Заальфельдская | Виктория Саксен-Кобург-Заальфельдская | Виктория Саксен-Кобург-Заальфельдская | Виктория Саксен-Кобург-Заальфельдская | Виктория Саксен-Кобург-Заальфельдская | Виктория Саксен-Кобург-Заальфельдская |  |  | Фридрих Вильгельм, герцог Шлезвиг-Гольштейн-Зондербург-Глюксбургский | Фридрих Вильгельм, герцог Шлезвиг-Гольштейн-Зондербург-Глюксбургский | Фридрих Вильгельм, герцог Шлезвиг-Гольштейн-Зондербург-Глюксбургский | Фридрих Вильгельм, герцог Шлезвиг-Гольштейн-Зондербург-Глюксбургский | Фридрих Вильгельм, герцог Шлезвиг-Гольштейн-Зондербург-Глюксбургский | Фридрих Вильгельм, герцог Шлезвиг-Гольштейн-Зондербург-Глюксбургский |             |             | Луиза Каролина Гессен-Кассельская | Луиза Каролина Гессен-Кассельская | Луиза Каролина Гессен-Кассельская | Луиза Каролина Гессен-Кассельская | Луиза Каролина Гессен-Кассельская | Луиза Каролина Гессен-Кассельская |                    |                    | Вильгельм Гессен-Кассельский | Вильгельм Гессен-Кассельский | Вильгельм Гессен-Кассельский | Вильгельм Гессен-Кассельский | Вильгельм Гессен-Кассельский | Вильгельм Гессен-Кассельский |                          |                          | Шарлотта Ольденбургская  | Шарлотта Ольденбургская  | Шарлотта Ольденбургская | Шарлотта Ольденбургская | Шарлотта Ольденбургская | Шарлотта Ольденбургская |  |  |
| Эрнст Саксен-Кобург-Готский | Эрнст Саксен-Кобург-Готский | Эрнст Саксен-Кобург-Готский | Эрнст Саксен-Кобург-Готский | Эрнст Саксен-Кобург-Готский   | Эрнст Саксен-Кобург-Готский   |                               |                               | Луиза Саксен-Готская          | Луиза Саксен-Готская          | Луиза Саксен-Готская | Луиза Саксен-Готская | Луиза Саксен-Готская | Луиза Саксен-Готская |            |            | Эдуард Август, герцог Кентский | Эдуард Август, герцог Кентский | Эдуард Август, герцог Кентский | Эдуард Август, герцог Кентский | Эдуард Август, герцог Кентский     | Эдуард Август, герцог Кентский     |                                    |                                    | Виктория Саксен-Кобург-Заальфельдская | Виктория Саксен-Кобург-Заальфельдская | Виктория Саксен-Кобург-Заальфельдская | Виктория Саксен-Кобург-Заальфельдская | Виктория Саксен-Кобург-Заальфельдская | Виктория Саксен-Кобург-Заальфельдская |  |  | Фридрих Вильгельм, герцог Шлезвиг-Гольштейн-Зондербург-Глюксбургский | Фридрих Вильгельм, герцог Шлезвиг-Гольштейн-Зондербург-Глюксбургский | Фридрих Вильгельм, герцог Шлезвиг-Гольштейн-Зондербург-Глюксбургский | Фридрих Вильгельм, герцог Шлезвиг-Гольштейн-Зондербург-Глюксбургский | Фридрих Вильгельм, герцог Шлезвиг-Гольштейн-Зондербург-Глюксбургский | Фридрих Вильгельм, герцог Шлезвиг-Гольштейн-Зондербург-Глюксбургский |             |             | Луиза Каролина Гессен-Кассельская | Луиза Каролина Гессен-Кассельская | Луиза Каролина Гессен-Кассельская | Луиза Каролина Гессен-Кассельская | Луиза Каролина Гессен-Кассельская | Луиза Каролина Гессен-Кассельская |                    |                    | Вильгельм Гессен-Кассельский | Вильгельм Гессен-Кассельский | Вильгельм Гессен-Кассельский | Вильгельм Гессен-Кассельский | Вильгельм Гессен-Кассельский | Вильгельм Гессен-Кассельский |                          |                          | Шарлотта Ольденбургская  | Шарлотта Ольденбургская  | Шарлотта Ольденбургская | Шарлотта Ольденбургская | Шарлотта Ольденбургская | Шарлотта Ольденбургская |  |  |
|                             |                             |                             |                             |                               |                               |                               |                               |                               |                               |                      |                      |                      |                      |            |            |                                |                                |                                |                                |                                    |                                    |                                    |                                    |                                       |                                       |                                       |                                       |                                       |                                       |  |  |                                                                      |                                                                      |                                                                      |                                                                      |                                                                      |                                                                      |             |             |                                   |                                   |                                   |                                   |                                   |                                   |                    |                    |                              |                              |                              |                              |                              |                              |                          |                          |                          |                          |                         |                         |                         |                         |  |  |
|                             |                             |                             |                             | Альберт Саксен-Кобург-Готский | Альберт Саксен-Кобург-Готский | Альберт Саксен-Кобург-Готский | Альберт Саксен-Кобург-Готский | Альберт Саксен-Кобург-Готский | Альберт Саксен-Кобург-Готский |                      |                      |                      |                      |            |            |                                |                                |                                |                                | Виктория (королева Великобритании) | Виктория (королева Великобритании) | Виктория (королева Великобритании) | Виктория (королева Великобритании) | Виктория (королева Великобритании)    | Виктория (королева Великобритании)    |                                       |                                       |                                       |                                       |  |  |                                                                      |                                                                      |                                                                      |                                                                      | Кристиан IX                                                          | Кристиан IX                                                          | Кристиан IX | Кристиан IX | Кристиан IX                       | Кристиан IX                       |                                   |                                   |                                   |                                   |                    |                    |                              |                              |                              |                              | Луиза Гессен-Кассельская     | Луиза Гессен-Кассельская     | Луиза Гессен-Кассельская | Луиза Гессен-Кассельская | Луиза Гессен-Кассельская | Луиза Гессен-Кассельская |                         |                         |                         |                         |  |  |
|                             |                             |                             |                             | Альберт Саксен-Кобург-Готский | Альберт Саксен-Кобург-Готский | Альберт Саксен-Кобург-Готский | Альберт Саксен-Кобург-Готский | Альберт Саксен-Кобург-Готский | Альберт Саксен-Кобург-Готский |                      |                      |                      |                      |            |            |                                |                                |                                |                                | Виктория (королева Великобритании) | Виктория (королева Великобритании) | Виктория (королева Великобритании) | Виктория (королева Великобритании) | Виктория (королева Великобритании)    | Виктория (королева Великобритании)    |                                       |                                       |                                       |                                       |  |  |                                                                      |                                                                      |                                                                      |                                                                      | Кристиан IX                                                          | Кристиан IX                                                          | Кристиан IX | Кристиан IX | Кристиан IX                       | Кристиан IX                       |                                   |                                   |                                   |                                   |                    |                    |                              |                              |                              |                              | Луиза Гессен-Кассельская     | Луиза Гессен-Кассельская     | Луиза Гессен-Кассельская | Луиза Гессен-Кассельская | Луиза Гессен-Кассельская | Луиза Гессен-Кассельская |                         |                         |                         |                         |  |  |
|                             |                             |                             |                             |                               |                               |                               |                               |                               |                               |                      |                      |                      |                      |            |            |                                |                                |                                |                                |                                    |                                    |                                    |                                    |                                       |                                       |                                       |                                       |                                       |                                       |  |  |                                                                      |                                                                      |                                                                      |                                                                      |                                                                      |                                                                      |             |             |                                   |                                   |                                   |                                   |                                   |                                   |                    |                    |                              |                              |                              |                              |                              |                              |                          |                          |                          |                          |                         |                         |                         |                         |  |  |
|                             |                             |                             |                             |                               |                               |                               |                               |                               |                               |                      |                      | Эдуард VII           | Эдуард VII           | Эдуард VII | Эдуард VII | Эдуард VII                     | Эдуард VII                     |                                |                                |                                    |                                    |                                    |                                    |                                       |                                       |                                       |                                       |                                       |                                       |  |  |                                                                      |                                                                      |                                                                      |                                                                      |                                                                      |                                                                      |             |             |                                   |                                   |                                   |                                   | Александра Датская                | Александра Датская                | Александра Датская | Александра Датская | Александра Датская           | Александра Датская           |                              |                              |                              |                              |                          |                          |                          |                          |                         |                         |                         |                         |  |  |
|                             |                             |                             |                             |                               |                               |                               |                               |                               |                               |                      |                      | Эдуард VII           | Эдуард VII           | Эдуард VII | Эдуард VII | Эдуард VII                     | Эдуард VII                     |                                |                                |                                    |                                    |                                    |                                    |                                       |                                       |                                       |                                       |                                       |                                       |  |  |                                                                      |                                                                      |                                                                      |                                                                      |                                                                      |                                                                      |             |             |                                   |                                   |                                   |                                   | Александра Датская                | Александра Датская                | Александра Датская | Александра Датская | Александра Датская           | Александра Датская           |                              |                              |                              |                              |                          |                          |                          |                          |                         |                         |                         |                         |  |  |
|                             |                             |                             |                             |                               |                               |                               |                               |                               |                               |                      |                      |                      |                      |            |            |                                |                                |                                |                                |                                    |                                    |                                    |                                    |                                       |                                       |                                       |                                       |                                       |                                       |  |  |                                                                      |                                                                      |                                                                      |                                                                      |                                                                      |                                                                      |             |             |                                   |                                   |                                   |                                   |                                   |                                   |                    |                    |                              |                              |                              |                              |                              |                              |                          |                          |                          |                          |                         |                         |                         |                         |  |  |
|                             |                             |                             |                             |                               |                               |                               |                               |                               |                               |                      |                      |                      |                      |            |            |                                |                                |                                |                                |                                    |                                    |                                    |                                    |                                       |                                       |                                       |                                       | Георг V                               |                                       |  |  |                                                                      |                                                                      |                                                                      |                                                                      |                                                                      |                                                                      |             |             |                                   |                                   |                                   |                                   |                                   |                                   |                    |                    |                              |                              |                              |                              |                              |                              |                          |                          |                          |                          |                         |                         |                         |                         |  |  |